# Dorothea von Stetten
Dorothea von Stetten (* 9. April 1913 in Berlin; † 7. August 2011 in Bonn) war eine deutsche Kunstmäzenin.

## Leben
Dorothea von Stetten, Enkelin des Dermatologen Edmund Lesser, geboren 1913 in Berlin, betreute für eine amerikanische Behörde in den 1950er Jahren verschiedene Amerikahäuser in Deutschland. Anschließend förderte sie bis 1975 als Ausstellungsleiterin an der US-amerikanischen Botschaft den kulturellen Dialog.
In Bonn zeigte sie etwa Werke der Action-Painting-Maler Jackson Pollock, Franz Kline oder Willem de Kooning. Dorothea von Stetten organisierte auch Begegnungen mit Schriftstellern wie Thornton Wilder, Designern wie Charles Eames oder Persönlichkeiten wie dem MoMA-Direktor Alfred Barr. Sie gehörte 1963 zudem zu den Gründern des Bonner Kunstvereins und war von 1973 bis 1981 dessen erste Vorsitzende. Ebenfalls engagierte sie sich für das Kunstmuseum Bonn, etwa indem sie mit Weggenossen den Förderverein gründete. Als nach einer finanziellen Krise des Museums in der Folge der „Zeitwenden-Ausstellung“ Museumskunst verkauft werden sollte, trat sie aus Protest aus dem Förderverein aus, kam später aber wieder. Ab 2006 machte sie öffentlich, ihre Sehfähigkeit verloren zu haben. Dennoch blieb sie bis zu ihrem Tod im Alter von 98 Jahren Vorsitzende im Kuratorium ihrer Stiftung.
Im Jahr 1983 gründete sie die Dorothea-von-Stetten-Stiftung, die ab 1984 alle zwei Jahre den nach ihr benannten Dorothea-von-Stetten-Kunstpreis an junge Künstler verleiht. Der Preis ist mit 10.000 Euro dotiert.

## Belege
1. ↑  Todesanzeige und Nachruf. In: Frankfurter Allgemeine Zeitung, 10. August 2011, Seite 32.
2. ↑  Thomas Kliemann: Ein langes Leben für die Kunst. In: General-Anzeiger Bonn. 9. August 2011, archiviert vom Original (nicht mehr online verfügbar) am 2. August 2012; abgerufen am 27. Oktober 2017.
3. ↑  Thomas Kliemann: Dorothea von Stetten: „Man muss sich mit dem Neuen auseinandersetzen“. In: General-Anzeiger Bonn. 9. April 2008, abgerufen am 27. Oktober 2017.

| Personendaten    | Personendaten         |
| ---------------- | --------------------- |
| NAME             | Stetten, Dorothea von |
| KURZBESCHREIBUNG | deutsche Kunstmäzenin |
| GEBURTSDATUM     | 9. April 1913         |
| GEBURTSORT       | Berlin                |
| STERBEDATUM      | 7. August 2011        |
| STERBEORT        | Bonn                  |